# Арикэри
Арикэри (англ. Arikaree River) — река в штатах Колорадо, Канзас и Небраска, США. Одна из двух составляющих реки Репабликан-Ривер, которая в свою очередь является одной из двух составляющих реки Канзас. Длина составляет 251 км.
Берёт начало близ городка Лаймон, в округе Линкольн, штат Колорадо. Течёт в восточном направлении, пересекает границу со штатом Канзас, протекает через северо-западный угол штата и пересекает границу со штатом Небраска. К северу от деревни Хайглер в округе Данди, штат Небраска, Арикэри сливается с рекой Северная Репабликан-Ривер, формируя реку Репабликан-Ривер.
Река получила название по индейской этнической группе арикара. Местность близ реки является местом Битвы на Бичер-Айленд 1868 года.